# Senecio nevadensis subsp. malacitanus

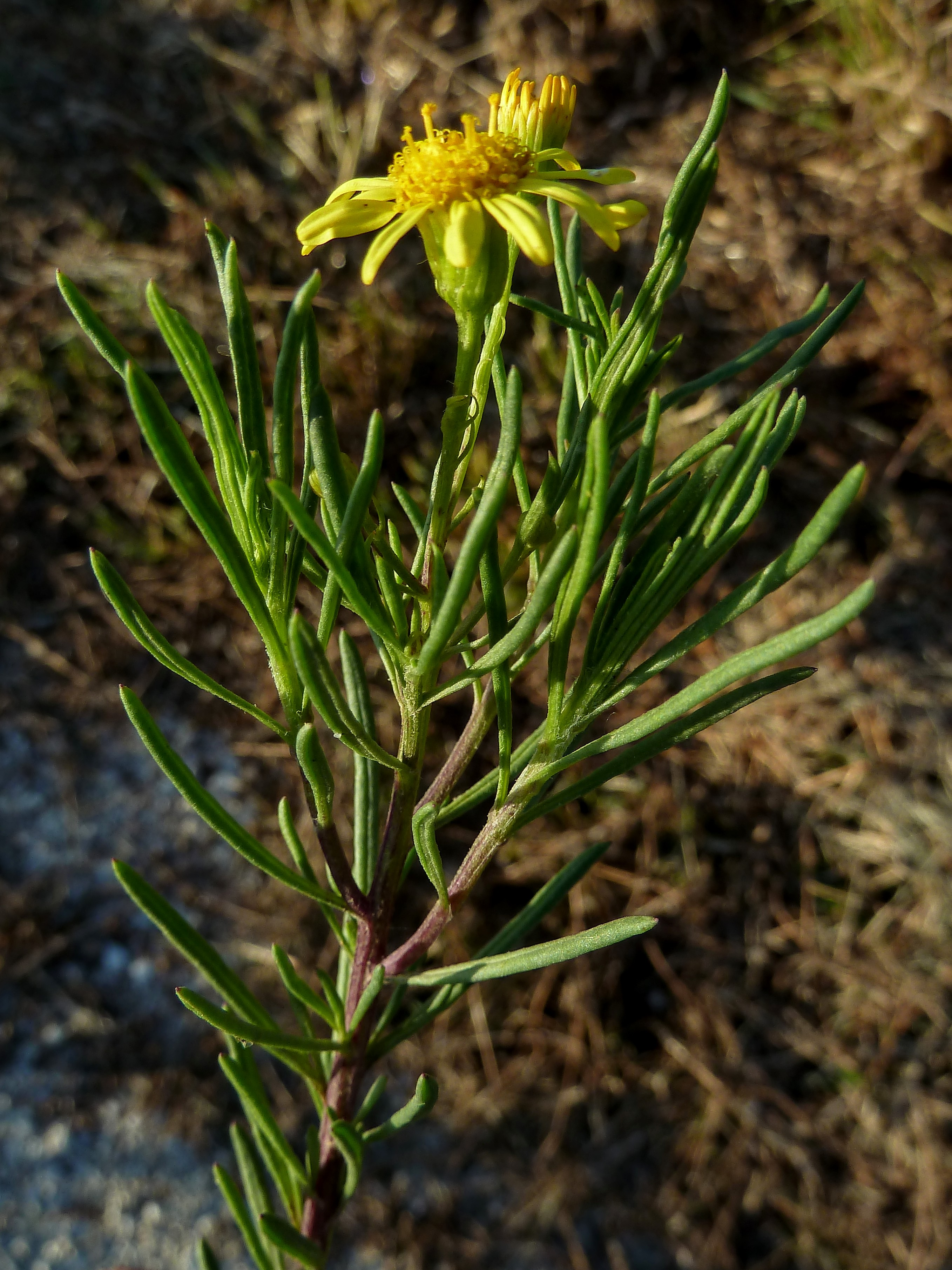
Inflorescencia, detalle

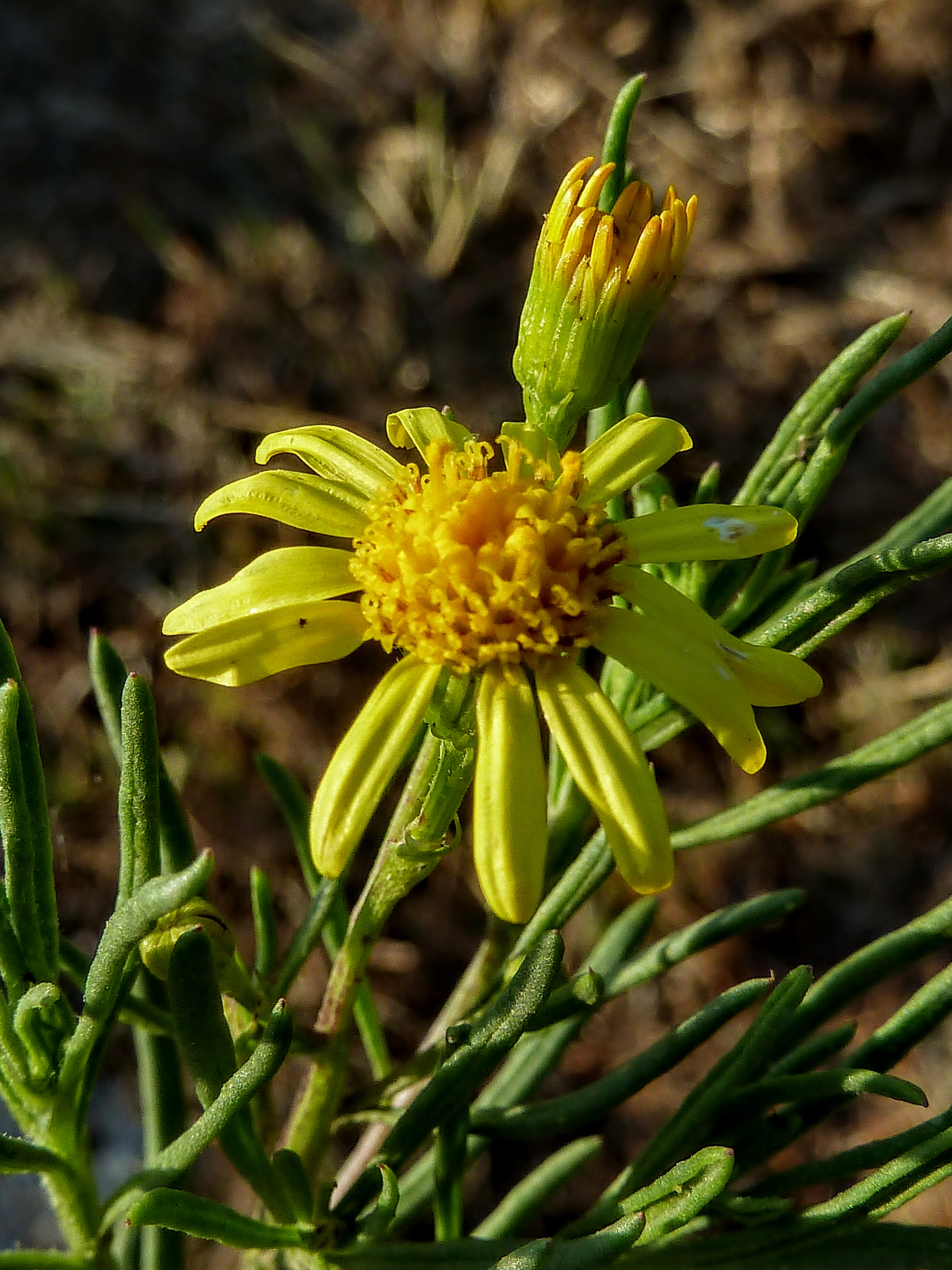
Flores en antesis y preantesis. Hojas lineales de bordes revueltos

Senecio nevadensis subsp. malacitanus, popularmente conocido como azuzón real —entre otros nombres vernáculos— es una subespecie de planta herbácea del género Senecio en la familia Asteraceae. Es un endemismo ibero-magrebí.

## Descripción
Es una especie de planta perenne, leñosa en la mitad inferior, subglabra o ligeramente aracnoidea. Tiene los tallos erectos, ramificados, con hojas casi en toda su longitud. Dichas hojas son sentadas, de contorno linear-lanceolado, enteras y con bordes revolutos. Los capítulos son generalmente agrupados en inflorescencias corimbosas. El involucro, de 6-9 x 4,5-7,5 mm, está precedido de un calículo con 7-13 brácteas lanceoladas. Las brácteas involucrales de 4,8-6 (-7,5) mm, son oblanceoladas o lanceoladas con margen escarioso y a veces con algunos pelos glandulares cortos. Las flores liguladas periféricas miden 7-10 mm, con limbo de 4,5-6,5 mm, mientras los flósculos tienen 4,5-8 mm, con limbo de 2,5-4 mm. Las cipselas, de 3-4 mm, son oblongoideas, cilíndricas o subcilíndricas, estrigosas con un vilano de 5-7 mm.

## Citología
Número de cromosomas: 2n = 40

## Distribución y hábitat
Se distribuye por todo el Sur, Sureste y Este de la península ibérica, desde Sevilla hasta el Delta del Ebro y en las Islas Baleares (Mallorca y Formentera). Presente también en Marruecos y Argelia.

## Taxonomía
El taxón fue descrito por Rupert Huter como Senecio malacitanus y publicado en Oesterreichische Botanische Zeitschrift, vol. 55, p. 402-403, 151, 1905 y posteriormente relegado —sin la menor explicación— a un mero taxón infraespecífico por Werner Rodolfo Greuter y publicado en Willdenowia, vol. 33(2), p. 248, 2003. En realidad, el auténtico basiónimo es debido a Carlos Linneo como Solidago linifolia en Species Plantarum, ed. 2, p. 881 , 1753, y enmendado por él mismo en Senecio linifolius y publicado en Species Plantarum, ed. 2, vol. 2, p. 1220, 1763.
Etimología
Ver: Senecio
nevadensis: epíteto geográfico latín que alude a la Sierra Nevada".
malacitanus: epíteto geográfico referido a su locus typicus en Málaga. 
Sinonimia
- Arnica linifolia Wall.
- Aster odontophyllus Wall.
- Cineraria filifolia Thunb.
- Senecio linifoliaster G.López
- Senecio linifolius (L.) L.
- Senecio lythroides Wijnands
- Senecio longifolius L.
- Senecio malacitanus Huter - basiónimo
- Solidago linifolia L.[6][7]

## Nombres vernáculos
- Castellano: azuzón (2), azuzón de romero, azuzón real (5), hierba caballar, segundo romero, susonera, suzón, suzón de romero (3), suzón real (2), zuzón. Las cifras entre paréntesis indican la frecuencia de uso del vocablo en España.[2]